# Klasika Primavera 2018
La 64.ª edición de la clásica ciclista Klasika Primavera (llamado oficialmente: Klasika Primavera de Amorebieta), fue una carrera en España que se celebró el 8 de abril de 2018 sobre un recorrido de 171,6 kilómetros con inicio y final la ciudad de Amorebieta-Echano.
La carrera hizo parte del UCI Europe Tour 2018, dentro de la categoría 1.1
La carrera fue ganada por el corredor costarricense Andrey Amador del equipo Movistar, en segundo lugar Alejandro Valverde (Movistar) y en tercer lugar Wilmar Paredes (Manzana Postobón).

## Equipos participantes
Tomaron parte en la carrera 15 equipos: 1 de categoría UCI WorldTeam; 5 de categoría Profesional Continental; y 9 de categoría Continental. Formando así un pelotón de 105 ciclistas de los que acabaron 62. Los equipos participantes fueron:
| WorldTeam- Movistar Team Equipos continentales profesionales (5)- Euskadi Basque Country-Murias - Caja Rural-Seguros RGA - Burgos-BH - Manzana Postobón - Rally Cycling Equipos continentales (9)- Team Ukyo - W52-FC Porto - Massi-Kuwait Team - Fundación Euskadi - Polartec-Kometa - Dare Gaviota - Java-Partizan - Lokosphinx - VIB Sports |
| |

## Clasificación final
- Las clasificaciones finalizaron de la siguiente forma:[4]

| \| Clasificación general \| Clasificación general \| Clasificación general \| Clasificación general \| Clasificación general \| \| Ciclista \| Ciclista \| Equipo \| Tiempo \| \| \| --------------------- \| --------------------- \| ---------------------- \| --------------------- \| --------------------- \| \| 1.º \| Andrey Amador \| Movistar Team \| 4 h 06 min 11 s \| \| \| 2.º \| Alejandro Valverde \| Movistar Team \| + 0 s \| \| \| 3.º \| Wilmar Paredes \| Manzana Postobón \| + 10 s \| \| \| 4.º \| Carlos Betancur \| Movistar Team \| + 10 s \| \| \| 5.º \| Dmitri Strajov \| Lokosphinx \| + 10 s \| \| \| 6.º \| Gustavo César Veloso \| W52-FC Porto \| + 10 s \| \| \| 7.º \| Nick Schultz \| Caja Rural-Seguros RGA \| + 10 s \| \| \| 8.º \| Alexandr Yevtushenko \| Lokosphinx \| + 26 s \| \| \| 9.º \| Sergio Higuita \| Manzana Postobón \| + 30 s \| \| \| 10.º \| Bernardo Suaza \| Manzana Postobón \| + 30 s \| \| |                      |                        |                 |
| |                      |                        |                 |
| Fuente: ProCyclingStats |                      |                        |                 |
| Clasificación general |                      |                        |                 |
| Ciclista | Ciclista             | Equipo                 | Tiempo          |
| 1.º | Andrey Amador        | Movistar Team          | 4 h 06 min 11 s |
| 2.º | Alejandro Valverde   | Movistar Team          | + 0 s           |
| 3.º | Wilmar Paredes       | Manzana Postobón       | + 10 s          |
| 4.º | Carlos Betancur      | Movistar Team          | + 10 s          |
| 5.º | Dmitri Strajov       | Lokosphinx             | + 10 s          |
| 6.º | Gustavo César Veloso | W52-FC Porto           | + 10 s          |
| 7.º | Nick Schultz         | Caja Rural-Seguros RGA | + 10 s          |
| 8.º | Alexandr Yevtushenko | Lokosphinx             | + 26 s          |
| 9.º | Sergio Higuita       | Manzana Postobón       | + 30 s          |
| 10.º | Bernardo Suaza       | Manzana Postobón       | + 30 s          |

## UCI World Ranking
La Klasika Primavera otorga puntos para el UCI Europe Tour 2018 y el UCI World Ranking, este último para corredores de los equipos en las categorías UCI WorldTeam, Profesional Continental y Equipos Continentales. Las siguientes tablas muestran el baremo de puntuación y los 10 corredores que obtuvieron más puntos:
| Posición   | 1º  | 2º | 3º | 4º | 5º | 6º | 7º | 8º | 9º | 10º | 11º | 12º | 13º-15º | 16º-25º |
| Puntuación | 125 | 85 | 70 | 60 | 50 | 40 | 35 | 30 | 25 | 20  | 15  | 10  | 5       | 3       |

| 1.º  | Andrey Amador        | Movistar               | 125 |
| 2.º  | Alejandro Valverde   | Movistar               | 85  |
| 3.º  | Wilmar Paredes       | Manzana Postobón       | 70  |
| 4.º  | Carlos Betancur      | Movistar               | 60  |
| 5.º  | Dmitry Strakhov      | Lokosphinx             | 50  |
| 6.º  | Gustavo César Veloso | W52-FC Porto           | 40  |
| 7.º  | Nick Schultz         | Caja Rural-Seguros RGA | 35  |
| 8.º  | Alexander Evtushenko | Lokosphinx             | 30  |
| 9.º  | Sergio Higuita       | Manzana Postobón       | 25  |
| 10.º | Bernardo Suaza       | Manzana Postobón       | 20  |